# Karl Lange (Pädagoge)
Karl Wilhelm August Lange (* 16. Februar 1849 in Kahla, Sachsen-Altenburg; † 1. Oktober 1924 in Dresden) war ein deutscher Pädagoge und Bezirksschulinspektor.

## Leben
Er besuchte die Stadtschule in Kahla, wo er schon als Schüler sich als Helfer dieser Schule und der dortigen Kinderbewahranstalt betätigte. Danach absolvierte er das Lehrerseminar in Altenburg, danach die Universität Leipzig und erhielt nach erfolgreicher Promotion zum Dr. phil. seine erste Anstellung in Plauen, wo er später Schuldirektor wurde. In Plauen veröffentlichte er seine ersten Bücher zu vaterländischen und pädagogischen Themen, denen weitere folgen sollten, darunter Das Vaterland, das in 40 Auflagen erschien. Im sächsischen Schulwesen stieg Lange bis zum Bezirksschulinspektor und Oberschulrat auf. In Dresden setzte er sich zur Ruhe.
Er wurde 1924 auf dem Johannisfriedhof Tolkewitz beigesetzt.

## Schriften (Auswahl)
- Die Bedeutung der Heimat für das geistige Leben des Menschen. Neupert, Plauen, 1. Aufl. 1887, 2. Aufl., 1893.
- Das Vaterland. 40. Aufl. 1913.
- Über Apperzeption. Eine psycholog.-pädagog. Monographie. 1. Aufl., 1879;  Voigtländer, Leipzig, 13. Aufl. 1921.
- Tuiskon Ziller. Matthes, Leipzig 1884.
- Rückblicke auf die Stuttgarter Lehrerversammlung. 1894.